# Pedro Guimarães (artista plástico)
Pedro Guimarães (Azurém, Guimarães, 13 de Janeiro de 1974) é um artista plástico português.

## Biografia
Nasceu em 13 de Janeiro de 1974, em Azurém, no concelho de Guimarães. De acordo com o periódico Diário de Aveiro, em 2013 era considerado pela crítica como um dos jovens artistas mais proeminentes no panorama nacional.
Destacou-se como artista plástico, tendo feito a sua primeira exposição aos dezasseis anos de idade, em Braga. Teve um grande sucesso, levando-o a afirmar-se como artista profissional, tendo criado um atelier em Guimarães. Começou a expôr oficialmente em 1994, tendo participado em exposições em várias cidades nacionais e espanholas, em Nova Iorque e em Paris. Os seus trabalhos estão integrados em vários acervos privados na Holanda, Suécia, França, Estados Unidos da América, Espanha, Angola e outros países.
Os trabalhos de Pedro Guimarães têm por base uma linguagem criada pelo próprio, que descreveu como sendo «a verdadeira reacção transparente da nossa consciência com as sinapses que nos tornaram únicos e influência a direcção dos nossos conceitos, associando as cores, as formas e a simbologia com o absoluto».  A sua obra é inspirada principalmente pela arte norte-americana, tendo-se baseado em grandes autores, como Andy Warhol, Roy Lichtenstein, Robert Rauschenberg e James Albert Rosenquist, e pela geração seguinte de artistas, que misturaram arte urbana com materiais pouco comuns, criando obras de arte inovadoras. Os seus trabalhos são formados por peças tridimensionais, principalmente montados a partir de tiras verticais, que permitem uma visualização diferente da obra dependendo do ponto de vista do visitante. Destacou-se pelos efeitos ópticos que integrou nas suas peças, e pela utilização de materiais reciclados. Entre os seus temas principais encontram-se os retratos, tendo representado várias grandes figuras nacionais.
Em 2005 foi galardado com o importante prémio espanhol Arte Cantábria. De acordo com o periódico Diário de Aveiro, em 2013 era considerado pela crítica como um dos jovens artistas mais proeminentes no panorama nacional. Em Dezembro desse ano inaugurou a exposição Uma questão de perspectiva no restaurante Salpoente, em Aveiro, e em Agosto de 2014 expôs no Museu de Alberto Sampaio, em Guimarães, com o tema A Perspectiva da Retrospectiva com Perspectiva, tendo esta última sido considerada como «uma simbiose de cores e de formas» que constrastava com «a vetustez das paredes do claustro». Nesse ano recebeu um convite para elaborar um retrato da então primeira-dama portuguesa, Maria Cavaco Silva. Entre Dezembro de 2015 e 2016 fez a exposição Quase Sonhos no Restaurante Astória, no Palácio das Cardosas, no Porto, onde apresentou quadros produzidos de formas diferentes, incluindo serigrafias e obras tridimensionais, tendo sido utilizados alguns materiais inovadores para o artista, como acrílico sobre tiras de madeira. Um dos seus trabalhos mais destacados foi uma exposição no Museu do Fado em 2016, onde retratou vários fadistas com recurso a técnicas e materiais diferentes, alguns deles reciclados de outros trabalhos. Por exemplo, os retratos de António Zambujo, Ricardo Ribeiro e Carlos Paredes sido executados em madeira e pedaços de tela, enquanto que o de Alfredo Marceneiro reutiliza madeira de paletes. O principal quadro é o de Amália Rodrigues, onde foram reutilizadas setenta guitarras portuguesas e violas de fado As peças apresentam uma mistura de estilos onde a pintura funciona apenas como ponto de partida, tendo sido utilizados vários planos e dimensões, de forma a criar leituras distintas. Em 2019 exibiu na Exponor uma peça em conjunto com o joalheiro André Rocha, que foi produzida no âmbito do trigésimo aniversário da Portojóia, e que se destacou por reunir as duas áreas artísticas da escultura e da joalharia. Nesse ano também apresentou a exposição Colourful Souls na galeria ArtCatto, em Loulé.